# Primo Reggiani

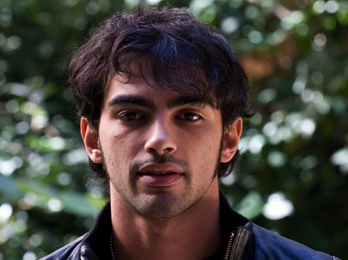
Primo Reggiani (2008)

Primo Nunzio Jasis Reggiani (* 5. November 1983 in Rom, Latium) ist ein italienischer Schauspieler.

## Leben
Reggiani wurde am 5. November 1983 in Rom als Sohn der Theaterschauspielerin Caterina Costantini (* 1955) und des Filmschauspielers Aldo Reggiani (1946–2013) geboren. Von 2008 bis 2011 befand er sich in einer Beziehung mit der Schauspielerin und Model Martina Stella. Zuvor war er mit der Schauspielerin Cristiana Capotondi liiert. Zwischen 2014 und 2016 war er mit dem Model und Influencerin Costanza Caracciolo in einer Beziehung. Mit seiner Freundin Federica Pacchiarotti hat er seit dem 1. September 2021 einen gemeinsamen Sohn.

## Karriere
Er debütierte mit 13 Jahren in dem Fernsehfilm Favola als Schauspieler. Im Folgejahr spielte er in zwei Episoden der Fernsehserie Allein gegen die Mafia mit. In den nächsten Jahren folgten Episodenrollen in verschiedenen Fernsehserien und Nebenrollen in Filmen. 2004 war er als Antonio Pironi in acht Episoden der Fernsehserie Orgoglio zu sehen. 2005 spielte er im Drama Melissa P. – Mit geschlossenen Augen die Rolle des Daniele, der die titelgebende Hauptrolle auf einen falschen Pfad führt.
Von 2006 bis 2008 war er in 42 Episoden der Fernsehserie Raccontami in der Rolle des Antonio Dentici zu sehen. 2008 spielte er im Musikvideo des Liedes Guardarti dentro der italienischen Sängerin Alexia mit. Als Sottotenente Emiliano Cecchi wirkte er von 2010 bis 2012 in 21 Episoden der Fernsehserie R.I.S. – Delitti imperfetti mit. Danach bis 2015 stellte er die Rolle des Stefano Rengoni in 22 Episoden der Fernsehserie Una grande famiglia dar.

## Filmografie
- 1996: Favola (Fernsehfilm)
- 1997: Allein gegen die Mafia (La Piovra) (Fernsehserie, 2 Episoden)
- 1998: Die entfesselte Silvesternacht – The Last New Year’s Eve (L’ultimo capodanno)
- 1998: Lui e lei (Fernsehserie, Episode 1x08)
- 2000: Una donna per amico (Fernsehserie, Episode 2x02)
- 2000: Ein letzter Traum (L'ultimo sogno) (Fernsehfilm)
- 2000: A Deadly Compromise
- 2001: Don Matteo (Fernsehserie, Episode 2x14)
- 2002: L'ultimo rigore (Fernsehfilm)
- 2002: Ma il portiere non c'è mai?  (Mini-Serie)
- 2002: Rosa Funzeca
- 2003: La vita come viene
- 2003: Ics (Fernsehfilm)
- 2004: Diritto di difesa (Fernsehserie, 4 Episoden)
- 2004: Orgoglio (Fernsehserie, 8 Episoden)
- 2005: Grandi domani (Fernsehserie, 4 Episoden)
- 2005: Melissa P. – Mit geschlossenen Augen (Melissa P.)
- 2006: Violent Loop (Kurzfilm)
- 2006–2008: Raccontami (Fernsehserie, 42 Episoden)
- 2007: Scrivilo sui muri
- 2008: Fratelli (Kurzfilm)
- 2008: Ne parliamo a cena (Fernsehfilm)
- 2008: La siciliana ribelle
- 2008: All Human Rights for All
- 2009: Feisbum
- 2009: Polvere
- 2010: Baciami ancora
- 2010: L'imbroglio nel lenzuolo
- 2010: Le ultime 56 ore
- 2010: Mia madre (Fernsehfilm)
- 2010–2012: R.I.S. – Delitti imperfetti (Fernsehserie, 21 Episoden)
- 2011: Fantasmi
- 2011: Qualche nuvola
- 2012: La figlia del capitano (Fernsehfilm)
- 2012: Ci vediamo a casa
- 2012–2015: Una grande famiglia (Fernsehserie, 22 Episoden)
- 2013: Universitari - Molto più che amici
- 2017: Ovunque tu sarai
- 2017: La ragazza dei miei sogni
- 2018: Lovers: Piccolo Film Sull'amore
- 2018: È arrivata la felicità (Fernsehserie, Episode 2x23)
- 2018–2020: La vita promessa (Fernsehserie, 3 Episoden)
- 2019: L'amore strappato (Fernsehserie, 2 Episoden)
- 2021: Mina Settembre (Fernsehserie, 3 Episoden)
- 2021: Speravo de morì prima (Fernsehserie, Episode 1x04)